# Еордея (македонска област)
Еордея е област в западните предели на Древна Македония. Простира се от областта Линкестида (около днешен Лерин) и планината Нидже (Ворас) на север до днешен Кожани и река Бистрица на юг. На изток опира планината Каракамен (Вермион) и областта Ематия, а на запад – планинската област Орестида. В Еордея се намират Островското, Петърското и Руднишкото езеро.
Първоначално Еордея е независима от македонската държава. Без да сочи кога, древногръцкият историк Тукидид разказва как при завоюването ѝ от Аргеадите повечето от жителите на областта са избити, а оцелелите са преселени в Мигдония (между долните течения на Аксиос и Стримон). Предполага се, че това става около 520 г. пр. Хр. Друга версия отнася завладяването на Еордея към царуването на Александър I Македонски, непосредствено след персийското нашествие в Македония и Елада от 480 г. пр. Хр.